# Dunn-Peak-Massiv
Das Dunn-Peak-Massiv ist eine Gruppe von Gipfeln in British Columbia, Kanada. Der höchste Gipfel, der Dunn Peak, ist mit einer Höhe von 2636 Metern der höchste Punkt im Shuswap Highland.

## Geographie
Obwohl das Dunn-Peak-Massiv technisch gesehen im Norden und Osten zu den Columbia Mountains gehört, ist es durch das Interior Plateau und das Shuswap Highland von den anderen Gebirgszügen isoliert. Die Gruppe wird im Westen und Norden durch den North Thompson River, im Osten durch den Harper Creek und im Süden durch den Barrière River begrenzt. Die nächstgelegenen Städte sind Barriere, Clearwater und Kamloops. Da es im Schutzgebiet keine Straßen gibt, erfolgt der Zugang zum alpinen Gebiet über die Harper Creek Forest Service Road.
Der Dunn Peak liegt bzgl. der Schartenhöhe an der Stelle 92 aller Gipfel in British Columbia.

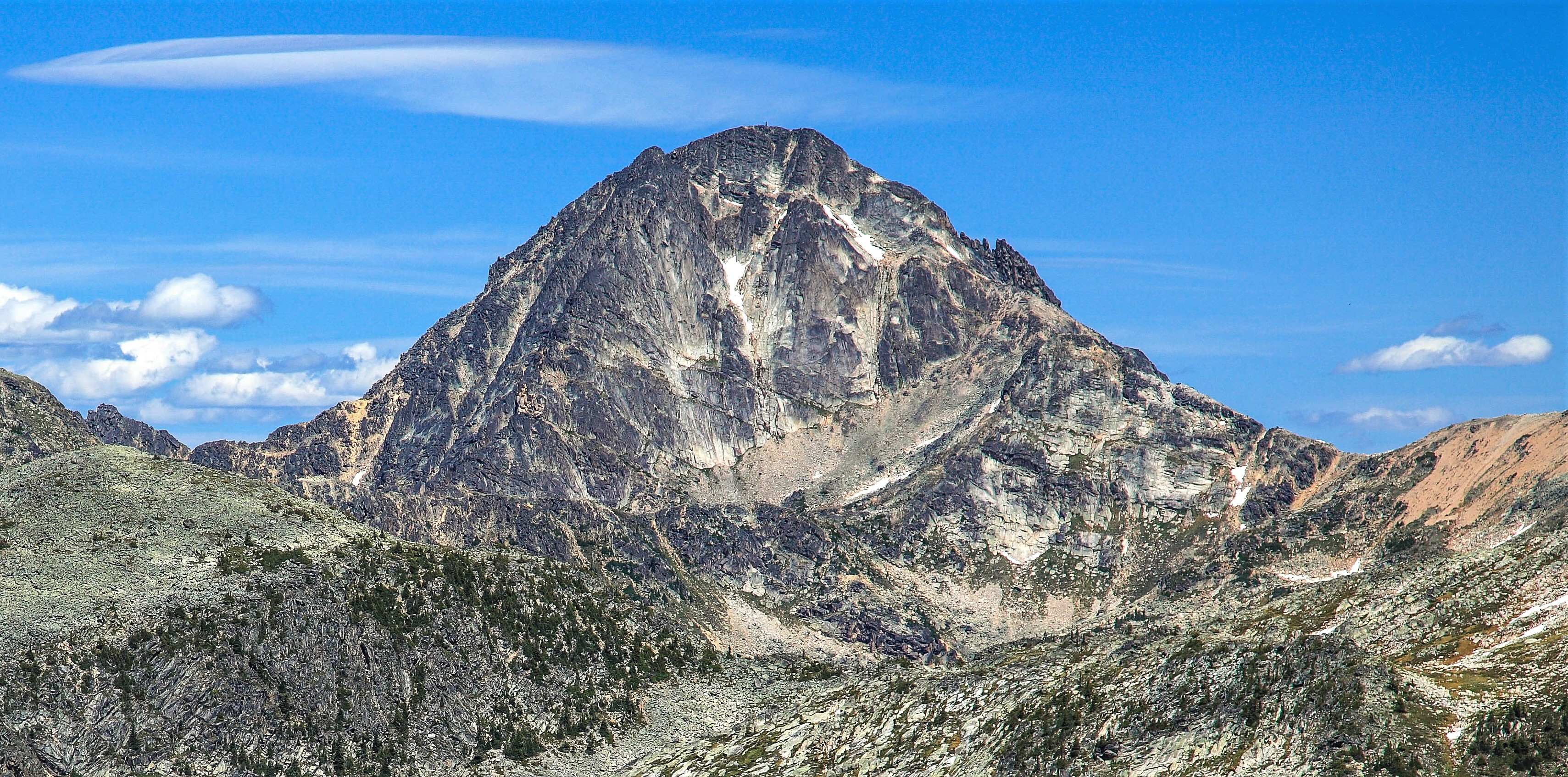
Südwestansicht

## Ökologie
Das Schutzgebiet, das die Gipfel umgibt, besteht aus Primärwald, darunter sind Bestände von Engelmann-Fichten und Douglasien. Der Park beherbergt auch bedeutende Wildtierpopulationen, darunter Wölfe, Pumas, Marder, Flussotter, Schwarzbären, Maultierhirsche und Bergziegen. Es gibt mehrere geschützte Vogelarten, wie den Kanadareiher und den Weißkopfseeadler.

## Geschichte
James Dunn war ein Goldsucher in der Region, der 1888 nach Kalifornien ging, nachdem er krank geworden war. Er hatte in der Nähe von ChuChua, an den Westhängen des Dunn Peaks, mit einem „Rocker“ (Goldgräber) Gold abgebaut. Der nahe gelegene Baldy Mountain war von 1916 bis 1939 Standort der Windpass-Goldmine. Am 30. April 1996 wurde das Massiv zum Mittelpunkt der neuen 19.353 Hektar großen Dunn Peak Protected Area.